# Девятериковка
Девятерико́вка — деревня в Омском районе Омской области. Входит в состав Петровского сельского поселения.
Основан в 1907 году.
Население — 287 чел. (2010)

## География
Деревня расположена в лесостепи, в пределах Барабинской низменности, относящейся к Западно-Сибирской равнине. В окрестностях деревни распространены осиново-берёзовые колки. В окрестностях деревни распространены чернозёмы обыкновенные и лугово-чернозёмные солонцеватые и солончаковые почвы и солонцы.
По автомобильным дорогам расстояние до областного центра города Омск составляет 61 км, до районного центра посёлка Ростовка 51 км, до административного центра сельского поселения села Петровка — 27 км.
Часовой пояс
Девятериковка, как и вся Омская область, находится в часовой зоне МСК+3. Смещение применяемого времени относительно UTC составляет +6:00.

## История
Основана переселенцами из Причерноморья в 1907 году. До 1917 года в составе Бородинской (Кулачинской) волости Тюкалинского уезда Тобольской губернии.

## Население
| 1920 | 1926 | 1970 | 1979 | 2006 | 2010 |
| ---- | ---- | ---- | ---- | ---- | ---- |
| 145  | ↘128 | ↗627 | ↘482 | ↘325 | ↘287 |

В 1979 году 50 % населения деревни составляли немцы